# Любутин, Константин Николаевич
Константи́н Никола́евич Любу́тин (25 февраля 1935, д. Папулиха, Мантуровский район, Костромская область, СССР — 17 сентября 2018, Екатеринбург, Россия) — советский и российский философ, специалист по истории философии и теории познания. 
Доктор философских наук, профессор, почётный профессор Уральского государственного университета (2000), которого в 1969-2000 гг. заведующий кафедрой истории философии и в 1976-1989 гг. декан философского факультета.
С 1988 г. ст. н. с., с 1990 г. в. н. с., с 1992 г. гл. н. с. отдела философии Института философии и права УрО РАН.
Вице-президент Российского философского общества (1993—1999).
Заслуженный деятель науки РСФСР (1981).

## Биография
В 1957 году окончил философский факультет МГУ имени М. В. Ломоносова. С подачи Ильенкова займется Фейербахом. 
В 1963 году окончил аспирантуру по кафедре философии Уральского государственного университета имени А. М. Горького и там же защитил диссертацию на соискание учёной степени кандидата философских наук по теме «Антропологический принцип в немецкой философии XIX—XX веков».
В 1973 году в Уральском государственном университете имени А. М. Горького защитил диссертацию на соискание учёной степени доктора философских наук по теме «Проблема субъекта и объекта в немецкой классической и марксистско-ленинской философии» (специальность 09.00.03 — история философии).
Является одним из создателей философского факультета Уральского государственного университета имени А. М. Горького, где в 1976—1989 годах был деканом, а с 1969 года — заведующий созданной им кафедрой истории философии. Валентин Петрович Лукьянин представлял его как "одного из зачинателей философского образования на Урале".
Действительный член РАЕН (1992).
С 2000 года — главный научный сотрудник Института философии и права УрО РАН.
Похоронен на Сибирском кладбище Екатеринбурга.

## Награды и отличия
- Орден «Знак Почёта» (1976)[3]
- Орден Дружбы (1995)[3]
- Орден Почёта (2005)[3]
- Медаль «За доблестный труд. В ознаменование 100-летия со дня рождения В. И. Ленина» (1970)[3]
- Знак «За отличные успехи в работе в области высшего образования СССР» (1980)[3]
- Заслуженный деятель науки РСФСР (1981)[3]
- Грамота Министерства высших учебных заведений РСФСР (1987)[3]
- Почётный профессор Уральского государственного университета (2000)[3]

## Научная деятельность
Любутиным выдвинут, разработан и опубликован ряд своеобразных идей. Валентин Петрович Лукьянин высказывался, что "обращение Любутина и его учеников к наследию Маркса — это, по сути, исследование гена, привнесенного некогда в российский бунтарский социум из более «продвинутой» в области социальной теории Европы и породившего новую революционность".

### Субъект и объект
Любутин предположил, что современная философия — это общее учение субъекта и объекта, представляющее из себя многоуровневую иерархию из неодинаковых субъектов и объектов. Теоретически обосновал и описал механизм взаимодействия субъекта и объекта (субъекта и субъекта) на единичном, особенном и общем уровнях, включающий в себя такие отношения, как практические, познавательные и ценностные. Данное обоснование приводит к выводу о том, что субъект и объект составляют систему, формируются во взаимодействии друг с другом, причём источником взаимодействия обладает субъект. Между субъектом и объектом присутствует коррелятивная связь; они историчны.
«Поэтому при известных ограничениях следует признать справедливой формулу: нет субъекта без объекта и объекта без субъекта».

### Специфика современной западноевропейской философской антропологии и её выявление
Философ, изучив историю становления философской антропологии как течения, в полном объёме оформившегося после Второй Мировой войны, выразил скептическое отношение к устоявшейся в наследии мыслителей описанию кантианского творчества второго периода как гносеологически направленного. Философия немецкого мыслителя опережает философскую антропологию с её главным вопросом «Что есть человек?». Значительные уточнения были включены в оценку философии Людвига Фейербаха: развеяны такие феномены, как «антропологический принцип» и «антропологизм»; в полемике с Фридрихом Энгельсом обнаружена особенность фейербаховской антропологической диалектики.
Любутин указал двоякий путь развития философской антропологии:
1. Философская практика Маркса (следовавшего Фейербаху), являющаяся философским человековедением, философией человеческой жизни;
2. Идеалистически направленная философская антропология, вылившаяся в современную немецкоязычную, которая в свою очередь разделилась на биологизаторскую и функционалистскую.[4]

## Основные работы
Монографии
- Введение в историю философии. — М.: Высшая школа, 1987. 160 с. (в соавт. с Б. В. Емельяновым);
- Человек в философском измерении. — Свердловск, 1990;
- От рассудка к разуму: Кант, Гегель, Фейербах. (В соавт.). — Екатеринбург, 1991;
- Диалектика субъекта и объекта. (В соавт.). — Екатеринбург, 1993;
- Западная философская антропология: От Фейербаха к Фромму. — Екатеринбург, 1994;
- Человек в философском измерении: От Фейербаха к Фромму. — Псков, 1994;
- Классическая философская антропология: И. Кант, Л. Фейербах. (В соавт.). — Екатеринбург, 1995;
- Российские версии марксизма: Александр Богданов. — Екатеринбург, 2000;
- Российские версии марксизма: Николай Бухарин. (В соавт.). — Екатеринбург, 2000;
- Синтетическая теория идеального. (В соавт.). — Екатеринбург, 2000;
- Диалектика повседневности: Методологический анализ. (В соавт.). — Екатеринбург, 2007.

Статьи
- Идеальное — отражение субъектом объекта через репрезентант // Актуальные проблемы идеологического обеспечения научно-технического прогресса. — Свердловск: УрГУ, 1986 (в соавт. с Д. В. Пивоваровым);
- Идеальное как взаимоотражение субъекта и объекта // Философские науки. — 1988. — № 10 (в соавт. с Д. В. Пивоваровым);
- Проблема научности философии и «контрфилософия» // Философские науки. — 1989. — № 6 (в соавт. с Д. В. Пивоваровым);
- Синтетическая теория идеального // Философия сознания: проблемы и решения. — Иваново: Ивановский ун-т, 1994 (в соавт. с Д. В. Пивоваровым);
- Российские версии философии марксизма: Иосиф Сталин (1879—1953) // Антиномии. 2001 (в соавт. с А. В. Гайдой);
- Человеческий индивид в субъектно-объектном измерении // Основания индивидуального бытия. — Екатеринбург: УрГУ, 2002 (в соавт. с Д. В. Пивоваровым);
- О предмете философии: от онтологии к антропологии // Антиномии. 2003;
- К 200-летию со дня рождения Людвига Фейербаха (1804—1872). Фейербах: антропологическая диалектика // Дискурс-Пи. 2004;
- Проблема отчуждения: критика религии в философии Л. Фейербаха // Антиномии. 2004;
- О философии Маркса, о философии Энгельса // Философия и общество. — 2004;
- Александр Богданов: От философии к тектологии // Вопросы философии. — 2007. — № 6 (в соавт. с В. Д. Толмачёвым);
- Понимание: деятельностный подход к проблеме определения сущности явления // Антиномии. 2007 (в соавт. с П. Н. Кондрашовым);
- Социально-философские основания периодизации истории в концепции К. Маркса // Философия и общество. — 2007. — № 4 (в соавт. с П. Н. Кондрашовым);
- Некоторые идеи к философии истории К. Маркса // Вестник Челябинского государственного университета, 2008 (в соавт. с П. Н. Кондрашовым);
- Антропология самоотчуждения (социально-психологические учения З. Фрейда и Э. Фромма в контексте философской антропологии Л. Фейербаха, К. Маркса и Ф. Энгельса) // Антиномии. Вып. 9. 2009 (в соавт. с А. А. Коряковцевым);
- Диалектический синтез в социальной теории К. Маркса // Антиномии. Вып. 10. 2010 (в соавт. с А. А. Коряковцевым);
- Гуманистический психоанализ Э. Фромма в контексте концепции самоотчуждения К. Маркса // Философия и общество. — 2010. — № 2 (в соавт. с А. А. Коряковцевым);
- Американское марксоведение в контексте современной истории (о книге А. Мегилла «Карл Маркс: бремя разума») // Антиномии. Вып. 11. 2011 (в соавт. с А. А. Коряковцевым);
- Анализ наиболее распространенных мифов о философии Маркса // Антиномии. Вып. 11. 2011 (в соавт. с П. Н. Кондрашовым);
- Понятие историчности в философии К. Маркса // Философия и общество. — 2012. — № 4 (в соавт. с П. Н. Кондрашовым);
- Философско-исторический метод К. Маркса // Антиномии. Вып. 12. 2012 (в соавт. с П. Н. Кондрашовым);
- Имманентное развертывание социальной историчности // Антиномии. Вып. 13. 2013 (в соавт. с П. Н. Кондрашовым);
- Диалектика как проблема классического марксизма // Антиномии. Т. 15. Вып. 2. 2015 (в соавт. с А. А. Коряковцевым).